# Kantonsverfassung
Die Kantonsverfassung (französisch constitution cantonale, italienisch costituzione cantonale, rätoromanisch constituziun chantunala) ist die Verfassung eines Schweizer Kantons. In den kantonalen Rechtsordnungen bildet sie die oberste Rechtsquelle (Normenhierarchie). Einmal wichtige Regelungsbereiche der Kantone werden jedoch nunmehr von der Bundesverfassung (BV) vorgegeben. In den Verfassungen organisieren die Kantone daher insbesondere ihre Behörden. Die Kantone haben sich dabei für starke Regierungen, vergleichsweise schwache Parlamente, ausgebaute direktdemokratische Partizipationsrechte und insgesamt einen höheren Demokratisierungsgrad als im Bund entschieden.
Die Kantone können den Inhalt ihrer Verfassung selbstständig bestimmen. Die Bundesverfassung verlangt lediglich, dass die Kantone Parlamente konstituieren und Verfassungsänderungen zwingend der Bevölkerung vorzulegen sind (Art. 51 BV). Ausserdem prüft die Bundesversammlung (das Schweizer Bundesparlament) mit der sogenannten Gewährleistung, ob die Kantonsverfassungen dem Bundesrecht entsprechen. Wird die Gewährleistung erteilt, ist die Bestimmung der Kantonsverfassung vor richterlicher Kontrolle weitgehend immunisiert. Nur in sehr selten Fällen wird die Gewährleistung verweigert. 

## Funktion
Mit ihren Verfassungen konstituieren sich die Kantone als Gliedstaaten der Schweizerischen Eidgenossenschaft, als welche sie von der Bundesverfassung anerkannt sind. Als normative Grundlagen des kantonalen Staatsrechts beschlagen die Kantonsverfassungen den gesamten Bereich der bundesrechtlich geschützten Verfassungsautonomie der Kantone. Im materiellen Sinn enthält die Kantonsverfassung die für das kantonale Staatswesen wichtigsten Regeln. Im instrumentalen Sinn versteht sich die Kantonsverfassung als Kodifikation, als einheitliches Dokument, in dem die kantonalrechtliche Grundordnung festgelegt ist.
Zentrale Aufgabe der Kantonsverfassung ist es, die Organe zu bestimmen, die im Namen des Kantons handlungsberechtigt sind. Im Wesentlichen gehören dazu das Volk, das Parlament, die Regierung, die Verwaltung und die Gerichte. Es obliegt der Kantonsverfassung, deren Zusammensetzung, Zuständigkeit und Funktionsweise zumindest in den grossen Linien festzulegen. Diese organisatorischen Bestimmungen nehmen in allen Kantonsverfassungen einen dominanten Platz ein. Fast alle Kantonsverfassungen verfügen auch über eine mehr oder weniger umfangreiche Aufzählung der Staatsaufgaben, womit sie auch den Inhalt der Tätigkeiten ihrer Organe abdecken. Eine klassische Verfassungsfunktion ist sodann die Machtbegrenzung der staatlichen Organe (direkte Demokratie, Aufteilung der Staatsgewalt auf mehrere Staatsorgane, die Dezentralisierung des Kantons sowie – in einigen Verfassungen allerdings in erster Linie in Form eines Verweises auf die Bundesverfassung – die Gewährleistung der Grundrechte). Überdies bestimmen die Kantonsverfassungen das Verhältnis zwischen Staat und Kirche.

## Merkmale
Aufgrund des föderalen Staatsaufbaus sind die Kantone derivative Völkerrechtssubjekte mit eigenen Parlamenten, Regierungen und Gerichten. Alle staatlichen Bereiche, die nicht von der Bundesverfassung dem Bund zugewiesen werden, liegen in der Kompetenz der Kantone (Art. 3 BV). Mithin darf der Bund nur tätig werden, wenn er verfassungsrechtlich dazu ermächtigt ist (vgl. Föderalismus in der Schweiz). In kantonalen Zuständigkeitsbereichen gilt das nicht. Die Kantone brauchen keine Grundlage in ihrer Verfassung und können kommunale Kompetenzen mittels Gesetz an sich reissen, solange nicht die kantonsverfassungsrechtlich garantierte Gemeindeautonomie beschnitten wird. Innerhalb ihrer Kompetenzen können die Kantone interkantonale Konkordate und völkerrechtliche Verträge schliessen. Die Kantone gewähren ihrerseits den Gemeinden (und in seltenen Fällen den Bezirken) eine gewisse Autonomie.
Die Verfassungen sind mit Ausnahme derjenigen der Landsgemeindekantone institutionell stark vom liberalen, gewaltenteiligen und individualistisch-demokratischen Staatsrecht der Aufklärungszeit, der Amerikanischen und der Französischen Revolution beeinflusst, das dann eine spezifisch schweizerische Prägung durch vorbestehende republikanische und genossenschaftliche Traditionen erhielt. Die Kantone sind durchwegs stärker demokratisiert als der Bund. Allen Kantonen ist die kollegial organisierte und vom Volk direkt auf feste Amtsdauer gewählte Regierung sowie das Einkammerparlament gemeinsam. Die Kantonsparlamente werden heute in allen Kantonen mit Ausnahme von Appenzell Innerr- und Ausserrhoden im Verhältniswahlverfahren gewählt (gemischte Systeme in den Kantonen Uri und Basel-Stadt). Ausser im Tessin werden die Kantonsregierungen im Mehrheitswahlverfahren gewählt.
Institutionell unterscheiden sich die Kantone vor allem in der Art, wie das Volk am Prozess der staatlichen Willensbildung teilnimmt. Dies geschieht in der Regel durch obligatorische oder fakultative Gesetzesreferenden. Das obligatorische Gesetzesreferendum kannten früher alle Kantone; heute kommt es vorwiegend in Landkantonen mit einer alten genossenschaftlich-demokratischen Tradition vor, so im ehemaligen Landsgemeindekantonen Uri, oder in Kantonen, die eine starke demokratische Bewegung erlebten (Solothurn, Basel-Landschaft, Aargau). Die Kantone der Romandie neigen insgesamt stärker zur repräsentativen Demokratie als die deutschsprachigen.
Alle Kantone kennen die Gesetzesinitiative und das Finanzreferendum, das dem Volk die Entscheidung über grössere Staatsausgaben vorbehält und deshalb von grosser praktischer Bedeutung ist. Darüber hinaus gibt es weitere Formen des Referendums, beispielsweise Referenden gegen Konzessionsbeschlüsse (Bern, Uri, Graubünden). Ein Initiativrecht in Verwaltungssachen gilt hingegen nur in wenigen Kantonen. In einigen Kantonen sind ausserdem weitere demokratische Rechte verankert, so in Zürich die Einzelinitiative und die Behördeninitiative, in Bern und Nidwalden das konstruktive Referendum, in Glarus der Memorialsantrag, u. a. in Freiburg, Schaffhausen und Solothurn die Volksmotion, in Appenzell Ausserrhoden die Volksdiskussion (Art. 56 KV/AR) und in Appenzell Innerrhoden das Einzelinitiativrecht der Landsgemeindeteilnehmer. Die Kantone Bern, Solothurn, Uri, Schaffhausen und Thurgau kennen ausserdem ein Abberufungsrecht des Volkes gegenüber Parlament, die Regierung kann überdies noch im Tessin des Amtes enthoben werden.
Die Gemeindeautonomie ist in den Kantonen der Deutschschweiz stärker ausgeprägt als in der lateinischen Schweiz. Dies widerspiegelt sich auch in der Präferenz für Gemeindeversammlungen, während in französisch- oder italienischsprachigen Kantonen Gemeindeparlamente vorherrschen. Im Kanton Schwyz sind die Bezirke zugleich öffentliche Korporationen mit eigener Rechtspersönlichkeit, weshalb sie ebenfalls eine gewisse Autonomie besitzen.

## Gewährleistung

### Funktion
Jede Änderung einer kantonalen Verfassung ist der Bundesversammlung zur Gewährleistung vorzulegen. Damit wird sichergestellt, dass die Kantonsverfassungen das Bundesrecht beachten. Die Bundesversammlung nimmt eine reine Rechtskontrolle vor; politische Überlegungen dürfen keine Rolle spielen.
Im Schrifttum wird verschiedentlich die Abschaffung des Gewährleistungsverfahrens gefordert. Die Bundesversammlung sei als politisches Organ nicht in der Lage, eine angemessene Rechtskontrolle durchzuführen. Die Streichung des Gewährleistungsverfahrens sparte Aufwand und Kosten in den Kantonen, der Bundesverwaltung und der Bundesversammlung und hätte zur Folge, dass die Prüfung der Rechtskonformität der Kantonsverfassungen nunmehr von jenem Organ vorgenommen würde, das dazu qua Verfassung (Art. 188 BV) berufen ist: dem Bundesgericht.

### Anforderungen an die Kantonsverfassungen
Die Kantone sind in der Festlegung ihrer verfassungsrechtlichen Ordnung grundsätzlich autonom. Der Bund schränkt ihre Eigenständigkeit nur da ein, wo die Bundesverfassung gewisse Forderungen aufstellt (Art. 51 Abs. 1 BV). Die wichtigste Anforderung an die Kantonsverfassungen ist die Übereinstimmung mit dem Bundesrecht, wobei alle Normen des Bundesrechts (Verordnungen, Gesetze, Verfassungsnormen) Vorrang geniessen (Art. 49 Abs. 1 BV). Die Kantone müssen als Demokratien konstituieren. Gesetze müssen also durch ein Parlament erlassen werden, das vom Volk gewählt wurde. Ebenso werden ein obligatorisches Verfassungsreferendum und eine Verfassungsinitiative verlangt. Sodann muss die Verfassung «revidiert werden können, wenn die Mehrheit der Stimmberechtigten es verlangt». Daraus folgt, dass die Verfassung jederzeit geändert werden darf und dass sie sich auf beliebige Verfassungsinhalte – im Rahmen des Bundesrechts – beziehen kann. Das schliesst Ewigkeitsklauseln, wie sie das Deutsche Grundgesetz in Art. 79 Abs. 3 vorsieht, aus.

### Verfahren
Die Änderung der Kantonsverfassung kann schon vor der Gewährleistung in Kraft treten; die Gewährleistung hat mithin nur deklaratorische Wirkung. Wird sie jedoch von der Bundesversammlung verweigert, wird die Verfassungsbestimmung als nichtig angesehen. Die rechtsanwendenden Behörden sind an diesen Beschluss gebunden. Weder die Kantone noch die Bürger haben eine Möglichkeit, die Entscheidung vor einem Gericht anzufechten. Verweigert die Bundesversammlung die Gewährleistung, ist der Kanton verpflichtet, die Norm anzupassen. Andernfalls wird das Bundesgericht die Norm aufheben oder nicht anwenden.

### Gerichtliche Kontrolle
Das Bundesgericht erachtet sich wegen Art. 189 Abs. 4 BV als an den Gewährleistungsbeschluss gebunden. Die Bindung an die Kantonsverfassungen erstreckt sich auf kantonale Gesetze, sofern sie mit der Verfassungsnorm übereinstimmen. Es sieht daher in ständiger Rechtsprechung sowohl von einer abstrakten als auch konkreten Normenkontrolle ab. Das Bundesgericht überprüft Bestimmungen der Kantonsverfassungen im Rahmen der konkreten Normenkontrolle nur, wenn das Bundesrecht zum Zeitpunkt der Gewährleistung noch nicht in Kraft war oder es sich seit der Gewährleistung weiterentwickelt hat. Diesen Kurswechsel – vorher schloss es sämtliche Normenkontrolle kategorisch aus – vollzog das Bundesgericht im Jahr 1985. Damals stellte sich die Frage, ob Art. 43 Abs. 1 der Verfassung von Appenzell Innerrhoden vor Art. 6 Ziff. 1 EMRK standhalte. Die EMRK war erst nach der Gewährleistung der Kantonsverfassung von der Schweiz ratifiziert worden. Dazu schrieb das Bundesgericht: «Das Bundesgericht hat nicht zu prüfen, ob diese Vorschrift als solche konventionswidrig ist. Es stellt sich einzig die Frage, ob ihre Anwendung auf den vorliegenden Fall gegen die Europäische Menschenrechtskonvention verstösst. […] In der Anwendung auf den konkreten Fall erweist sich die Verfassungsregel des Art. 43 Abs. 1 KV somit als konventionswidrig. Die Beschwerde ist daher gutzuheissen, und der angefochtene Beschluss ist aufzuheben.»
Im Verfahren um das Stimmrecht von Frauen in Appenzell Innerrhoden dehnte das Bundesgericht diese Sichtweise auf das gesamte, der Kantonsverfassung übergeordnete Recht aus. Somit kann in konkreten Anwendungsfällen vor dem Bundesgericht Beschwerde eingelegt werden, dass eine Bestimmung einer Kantonsverfassung gegen Verfassungs- oder Völkerrecht verstosse, sofern dieses nach der Gewährleistung in Kraft getreten ist.
Das Bundesgericht hat sich diese Zurückhaltung selber auferlegt und kann diese Praxis dementsprechend ändern.

### Praxis
Die Gewährleistungspraxis ist grosszügig, nur in sehr seltenen Fällen wird die Gewährleistung verweigert. Ein Beispiel ereignete sich bei der Änderung der Verfassung des Kantons Schwyz. Der Kanton Schwyz wollte das Wahlverfahren für das Kantonsparlament dahingehend ändern, dass jede Gemeinde einen Wahlkreis bildet und Anspruch auf einen Sitz hat (§ 48 Abs. 3 KV/SZ). Die Änderung von § 48 hätte zur Folge gehabt, dass in 27 der 30 politischen Gemeinden des Kanton Schwyz die natürlichen Quoren über 10 % liegen. Zwar dürfen die Kantone sich für Majorz oder Proporz entscheiden (Schwyz hat ein Proporz-System). In der Ausgestaltung dieser Wahlverfahren gibt es indessen bundesrechtliche Vorgaben, insbesondere aus der Rechtsprechung, dernach natürliche Quoren von über 10 % mit einem Proporzwahlverfahren grundsätzlich nicht vereinbar sind. Sie stellten ist eine Verletzung des Gebots der Stimmkraftgleichheit aus Art. 34 Abs. 1 BV.
Im Jahr 2007 verweigerte die Bundesversammlung die Gewährleistung einer Bestimmung der Genfer Kantonsverfassung, weil sie das Diskriminierungsverbot und die Religionsfreiheit verletzte. Die Norm sah vor, dass ausschliesslich die Wahlberechtigten weltlichen Standes in den Rechnungshof wählbar sind, die im Besitz der bürgerlichen Ehren und Rechte stehen und das 27. Altersjahr vollendet haben.

## Jüngere Totalrevisionen
In den 1960er Jahren setzte eine Welle von Totalrevisionen der Kantonsverfassungen ein. Ein erster Meilenstein war die Verfassung des neugegründeten Kantons Jura (1977), die mit dem Bezug auf die Menschenrechtserklärungen und -konventionen, den ausgebauten Sozialzielen und Staatszielen sowie einer kantonalen Verfassungsgerichtsbarkeit neue Akzente im kantonalen Staatsrecht setzte. Wegweisend war darauf die neue Verfassung des Kantons Aargau (1980), die Gegenstand einer wissenschaftlichen Aufarbeitung des kantonalen Staatsrecht durch den Rechtsprofessor Kurt Eichenberger war und starken Einfluss auf die nachfolgenden Revisionen kantonaler Verfassungen ausübte. Einen eigentlichen Angelpunkt bildete die neue Berner Kantonsverfassung (1993), welche den Verfassungsreformprozess im Bund beeinflusste und als Katalysator für weitere Totalrevisionen der kantonalen Grundgesetze wirkte.
Die aktuelle Welle der Totalrevisionen trug und trägt dazu bei, ein Jahrhundert des Mauerblümchendaseins der kantonalen Verfassungen zu beenden und diesen wieder ihre Rolle zu geben, die der zentralen Stellung der Kantone in der Schweizerischen Eidgenossenschaft entspricht. Unterstützt wurde die Aufwertung der Kantonsverfassungen dadurch, dass im späteren 20. Jahrhundert das bisher weithin geltende obligatorische Gesetzesreferendum in der grossen Mehrheit der Kantone durch ein fakultatives abgelöst wurde, wodurch die Stellung der Verfassung – die überall weiterhin dem obligatorischen Referendum untersteht – gestärkt wurde. Zudem lösten die Totalrevisionsprozesse neue Entwicklungen im kantonalen Recht aus, die zeigen, dass sich die Kantonsverfassungen im Rechtsleben der Kantone tatsächlich durchzusetzen vermögen.

## Kantonsverfassungen im Überblick
(Stand: April 2021)
| Kanton                 | Titel | Datum              | Gesetzesreferendum      | Abberufungsrechte       | Besonderes                           |
| ---------------------- | --- | ------------------ | ----------------------- | ----------------------- | ------------------------------------ |
| Zürich                 | Verfassung des Kantons Zürich                                                                             | 27. Februar 2005   | fakultativ              |                         | Einzelinitiative, Behördeninitiative |
| Bern                   | Verfassung des Kantons Bern Constitution du canton de Berne                                               | 6. Juni 1993       | fakultativ              | Parlament, Regierung    | konstruktives Referendum             |
| Luzern                 | Verfassung des Kantons Luzern                                                                             | 17. Juni 2007      | teilweise obligatorisch |                         |                                      |
| Uri                    | Verfassung des Kantons Uri                                                                                | 28. Oktober 1984   | obligatorisch           | alle gewählten Behörden |                                      |
| Schwyz                 | Verfassung des Kantons Schwyz                                                                             | 24. November 2010  | teilweise obligatorisch |                         |                                      |
| Obwalden               | Verfassung des Kantons Obwalden                                                                           | 19. Mai 1968       | fakultativ              |                         |                                      |
| Nidwalden              | Verfassung des Kantons Nidwalden                                                                          | 10. Oktober 1965   | fakultativ              |                         | konstruktives Referendum             |
| Glarus                 | Verfassung des Kantons Glarus                                                                             | 1. Mai 1988        | obligatorisch           |                         | Landsgemeinde, Memorialsantrag       |
| Zug                    | Verfassung des Kantons Zug                                                                                | 31. Januar 1894    | fakultativ              |                         |                                      |
| Freiburg               | Verfassung des Kantons Freiburg Constitution du canton de Fribourg                                        | 16. Mai 2004       | fakultativ              |                         | Volksmotion                          |
| Solothurn              | Verfassung des Kantons Solothurn                                                                          | 8. Juni 1986       | teilweise obligatorisch | Parlament, Regierung    | Volksmotion                          |
| Basel-Stadt            | Verfassung des Kantons Basel-Stadt                                                                        | 23. März 2005      | fakultativ              |                         |                                      |
| Basel-Landschaft       | Verfassung des Kantons Basel-Landschaft                                                                   | 17. Mai 1984       | teilweise obligatorisch |                         |                                      |
| Schaffhausen           | Verfassung des Kantons Schaffhausen                                                                       | 17. Juni 2002      | teilweise obligatorisch | Parlament, Regierung    | Volksmotion                          |
| Appenzell Ausserrhoden | Verfassung des Kantons Appenzell Ausserrhoden                                                             | 30. April 1995     | fakultativ              |                         | Volksdiskussion                      |
| Appenzell Innerrhoden  | Verfassung für den Eidgenössischen Stand Appenzell Innerrhoden                                            | 24. November 1872  | obligatorisch           |                         | Landsgemeinde, Einzelinitiative      |
| St. Gallen             | Verfassung des Kantons St. Gallen                                                                         | 10. Juni 2001      | fakultativ              |                         |                                      |
| Graubünden             | Verfassung des Kantons Graubünden Constituziun dal chantun Grischun Costituzione del Cantone dei Grigioni | 14. September 2003 | fakultativ              |                         |                                      |
| Aargau                 | Verfassung des Kantons Aargau                                                                             | 25. Juni 1980      | teilweise obligatorisch |                         |                                      |
| Thurgau                | Verfassung des Kantons Thurgau                                                                            | 16. März 1987      | fakultativ              | Parlament, Regierung    |                                      |
| Tessin                 | Costituzione della Repubblica e Cantone Ticino                                                            | 14. Dezember 1997  | fakultativ              | Regierung               |                                      |
| Waadt                  | Constitution du Canton de Vaud                                                                            | 14. April 2003     | fakultativ              |                         |                                      |
| Wallis                 | Verfassung des Kantons Wallis Constitution du canton du Valais                                            | 8. März 1907       | fakultativ              |                         |                                      |
| Neuenburg              | Constitution de la République et Canton de Neuchâtel                                                      | 24. September 2000 | fakultativ              |                         |                                      |
| Genf                   | Constitution de la République et Canton de Genève                                                         | 14. Oktober 2012   | fakultativ              |                         |                                      |
| Jura                   | Constitution de la République et Canton du Jura                                                           | 20. März 1977      | fakultativ              |                         |                                      |

## Historische Entwicklung
Die im Spätmittelalter aus reichsunmittelbaren Talschaften, reichsfreien Städten und Gemeindeverbänden entstandenen Kantone kannten keine Verfassungen im modernen Sinn. Die Regeln und Prinzipien der Machtstrukturen wurden in Satzungen, Urkunden und Briefen festgelegt, die durchaus schon einzelne Verfassungsfunktionen ausübten, namentlich jene der Organisation und der Legitimation. Bezugspunkt waren allerdings nichtstaatliche Organisationen und Institutionen wie Zünfte, Patrizierfamilien oder die Landsgemeinde, nicht wie heute das Staatswesen. Beispiele für solche vormoderne «Verfassungen» sind die von der Glarner Landsgemeinde 1387 beschlossenen Landsatzungen, welche die Grundlagen des Freistaates festlegten; die Loosordnung des Standes Bern von 1710, die die Wahl der Exekutivbehörden dem Zufall überliess; der Zürcher Geschworene Brief von 1713, in welchem «Ordnung und Regiment» gesetzt wurde; die 25 Landpuncte von Schwyz von 1719, welche die Hierarchie der Räte festschrieb und die jährliche Landsgemeinde als «grösste Gewalt und Landesfürst» bezeichnete; sowie das Luzerner Fondamentalgesetz für alle zukünftigen Zeiten von 1773, das die Privilegien der «Gnädigen Herren und Obern» verteidigte.
Mit dem Erlass der Mediationsakte durch Napoleon Bonaparte im Jahr 1803 erhielten die Kantone erstmals geschriebene Verfassungen im modernen Sinn. Diese lehnten sich zwar an die vor der helvetischen Revolution von 1798 bestehenden Strukturen an, waren jedoch freiheitlicher und demokratischer. In den Städteorten erlangten die alten patrizischen Familien trotzdem wieder eine führende Stellung. Zu Beginn der Restauration (ab 1815) erliessen die Kantone neue Verfassungen, die sich stark an die vorrevolutionären Verhältnisse anlehnten. Reste der demokratischen und liberalen Errungenschaften konnten sich vor allem in den Verfassungen der neuen Kantone Aargau, Genf, St. Gallen, Tessin, Thurgau und Waadt halten.
1830 gab die französische Julirevolution den äusseren Anlass zu Machtwechseln in den Kantonen Aargau, Bern, Freiburg, Luzern, Schaffhausen, Solothurn, St. Gallen, Tessin, Thurgau, Waadt und Zürich, nach der Basler Kantonstrennung von 1833 auch in Basel-Landschaft. Die in der Regeneration geschaffenen staatsrechtlichen Grundlagen prägen die Kantonsverfassungen und die politischen Systeme bis heute. Wesentlich beeinflusst sind sie von den politischen Ideen der Aufklärung bzw. vom amerikanischen und französischen Verfassungsdenken. Das individualistische Freiheitsverständnis, die Rechtsgleichheit und die Gewaltenteilung fanden nun Eingang in die Kantonsverfassungen. Die Volkssouveränität wurde als Verfassungsprinzip festgelegt, allerdings bestand in der politischen Praxis eher eine Parlamentssouveränität. Zwar kannten einzelne Kantone weiterhin Zensuswahlrechte oder indirekte Wahlverfahren; meistenorts galten aber das allgemeine und gleiche Wahlrecht der Männer sowie die Verteilung der Parlamentssitze nach dem Kopfzahlprinzip. Das obligatorische Verfassungsreferendum gehörte zum Kernbestand jener Verfassungen. Die meisten Grundgesetze führten besondere Verfassungsräte ein. Sechs Kantone kannten die Volksinitiative auf Totalrevision der Verfassung. St. Gallen (1831), Basel-Landschaft (1833) und Luzern (1841) verankerten das Veto, den Vorläufer des Gesetzesreferendums. 1846 führte Waadt das Initiativrecht ein, Bern im selben Jahr das plebiszitäre Gesetzesreferendum und die Abberufung des Parlaments durch das Volk. Als erster Kanton sah Genf 1847 die direkte Volkswahl der Exekutive vor. Viele Kantone führten nach französisch-helvetischem Vorbild das Direktorialsystem für ihre fünf- bis neunköpfigen Exekutiven ein, ausserdem verankerten alle Regenerationskantone die Gewaltenteilung zwischen Exekutive und Gerichten.
In den Regenerationskantonen beherrschte das liberale Establishment das Parlament und bestimmte mit diesem die politische und wirtschaftliche Entwicklung. Gegen diese Dominanz wandten sich ab 1848 die demokratischen Bewegungen, welche die Verwirklichung wirtschaftspolitischer, egalitärer und sozialpolitischer Ziele durch Einführung direktdemokratischer Mittel verfolgten. Die ersten in diesem Sinn demokratisch beeinflussten Verfassungen waren diejenigen von Aargau und Solothurn, die in den 1850er Jahren das Abberufungsrecht, das Gesetzesinitiativrecht und das Gesetzesreferendum einführten. Neuenburg verankerte 1858 das Finanzreferendum in seiner Verfassung. Die eigentliche Demokratische Bewegung der 1860er Jahre, die von Basel-Landschaft ausging und sich vor allem in der Nord- und der Ostschweiz auswirkte, war vom Kampf des landstädtischen Mittelstandes und der kleinbürgerlichen Schichten gegen die Vormachtstellung des hauptstädtischen Grossbürgertums geprägt. Musterbeispiel für eine Verfassung aus dieser Ära ist jene des Kantons Zürich von 1869, die mit dem obligatorischen Gesetzesreferendum, der Gesetzes- und der Einzelinitiative, dem Finanzreferendum, der Volkswahl der Exekutive sowie derjenigen der Ständeräte zahlreiche direktdemokratische Elemente enthielt. Andere Kantone führten zudem das Abwahlrecht für das Parlament oder teilweise auch für die Exekutive ein. Die Errungenschaften der demokratischen Kantonsverfassungen wurden auf eidgenössischer Ebene zum Teil in der revidierten Bundesverfassung von 1874 übernommen. Alle Kantone sahen in der Folge Gesetzesreferendum und Gesetzesinitiative vor, zuletzt Freiburg im Jahr 1920. Von 1890 bis zum Ende des Ersten Weltkriegs führten ferner die meisten Kantone das Verhältniswahlrecht für ihre Parlamente ein.
Wesentliche Teile des Aufgabenbereiches der Kantone verlagerten sich ab 1848 auf den Bund. In einer ersten Phase wurde dem Bund die Zuständigkeit für die Gesetzgebung im Zivil- und Strafrecht übertragen, wobei die Kantone den Justizvollzug in diesen Bereichen behielten. Ab den 1920er Jahren war der Bund auch für die Wirtschafts- und Sozialgesetzgebung zuständig. Nach dem Zweiten Weltkrieg übernahm der Bund weitgehende Gesetzgebungskompetenzen etwa im Bereich des Verkehrs, der Technik und des Umweltschutzes; dabei wurde den Kantonen häufig der Verwaltungsvollzug belassen («Vollzugsföderalismus»). Zu den wichtigsten verbliebenen Aufgaben der Kantone gehören die direkten Steuern, das Bildungs- und das Gesundheitswesen, das Polizeiwesen, die Regelung der kirchlichen Verhältnisse und die kulturellen Angelegenheiten.
Eine Sonderstellung nahmen die Verfassungen der Landsgemeindekantone ein. Die dort in der Regel jährlich stattfindende Versammlung der Stimmberechtigten ist das oberste Staatsorgan mit weitreichenden Befugnissen. Die Landräte wandelten sich allerdings nach und nach zu modernen Parlamenten, das liberale individualistische Freiheitsverständnis verdrängte das überkommene genossenschaftliche, und die Gewaltenteilung erzielte grosse Fortschritte. Seit der Entstehung des Bundesstaats im Jahr 1848 trugen sechs Kantone diesem Wandel Rechnung und schufen, auch aus Gründen der Praktikabilität, diese Form der Demokratie ab (Schwyz und Zug 1848, Uri 1928, Nidwalden 1996, Appenzell Ausserrhoden 1997, Obwalden 1998). Landsgemeinden werden heute nur noch in Glarus und Appenzell Innerrhoden abgehalten. Auch die Verfassungen dieser beiden Kantone sind Mischsysteme von Versammlungs-, Parlaments- und Urnendemokratie.
Infolge der markanten Bedeutungszunahme der Verwaltung und der Direktwahl der Regierungen durch das Volk erlangte in gewissen Kantonen die Exekutive gegenüber dem Parlament eine Vormachtstellung – insbesondere in Kantonen mit kaum professionalisierten Parlamenten (z. B. Appenzell Ausser- und Innerrhoden). Wegen der umfassenden demokratischen Mitwirkungsrechte wird die parlamentarische Macht ebenso durch das Volk begrenzt.
Die Justiz ist in den Kantonsverfassungen in zwei Hierarchiestufen gegliedert. Mehrere Kantone kannten noch Geschworenengerichte, bis diese indirekt mit der Schweizer Strafprozessordnung 2011 endgültig abgeschafft wurden, da sie keine Prozesse nach dem Unmittelbarkeitsprinzip vorsieht. Seit Mitte des 20. Jahrhunderts wurden kantonale Verwaltungsgerichte eingeführt.
Seit der Regenerationszeit enthalten die Kantonsverfassungen Kataloge mit Freiheitsrechten. Deren Relevanz ist jedoch durch die schöpferische Rechtsprechung des Bundesgerichts ab den 1960er Jahren und die Totalrevision der Bundesverfassung 1999 geringer geworden. Die kantonalen Freiheitsrechte erlangen nur noch dann Bedeutung, wenn ihr Schutzbereich über denjenigen der Rechte des Bundes hinausgeht. Durch die Gewährleistung selbstständiger Grundrechte können die Kantone aber weiterhin eine Vorreiterrolle gegenüber dem Bund einnehmen, wie sie das bereits im 19. und 20. Jahrhundert getan haben.